# Värmeböljan i Europa 2007

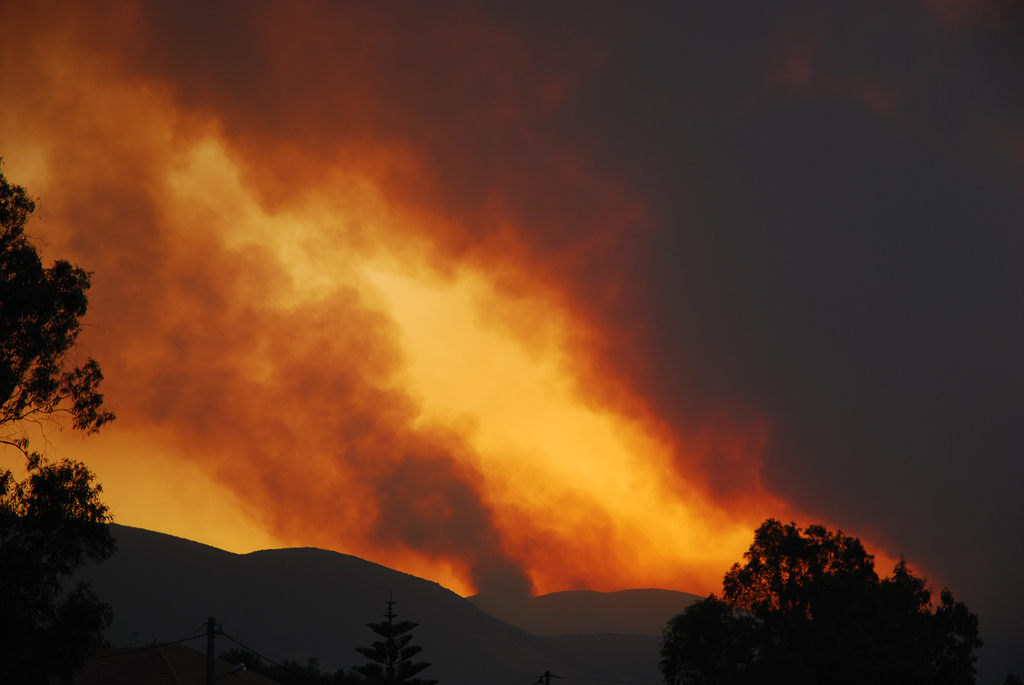
Skogsbrand på den grekiska ön Zakynthos 25 juli 2007

Värmeböljorna i Europa 2007 var två perioder med extremt varmt väder som i mitten av 2007 drabbade framförallt Syd- och Sydosteuropa  17-28 juni samt 15-26 juli. Sommaren 2007 ansågs som en av de mest extrema somrar som någonsin registrerats i Europa.
Medan framförallt östra Medelhavsområdet och Balkan plågades av rekordvärme och mycket svår torka drabbades delar av Väst- och Nordeuropa av de värsta översvämningarna under efterkrigstiden. Även Sverige drabbades av översvämningar och på vissa håll rekordstora regnmängder.

## Juni
Sommaren inleddes med för årstiden ganska normala temperaturer i Grekland och Balkanländerna, vilket innebär temperaturer på 25-30 grader. Från och med 17 juni började emellertid temperaturen att stiga snabbt i hela regionen, inklusive Ungern och Ukraina. 21-28 juni var det över 40 grader varmt samtliga dagar på många orter och mängder med värmerekord för juni noterades.
I Italien kulminerade värmen 25 juni när Amindola i Syditalien noterade hela 47,0 grader, vilket också var nytt junirekord för Italien. Även på flera andra platser, till exempel i Bari och Catania, översteg temperaturen 45 grader.
I Grekland och Balkanländerna kulminerade värmeböljan 26-28 juni. I Aten noterades som mest 46,2 grader vilket är en av de högsta temperatur som någonsin registrerats i den grekiska huvudstaden. Även i Bulgarien, Rumänien och Serbien uppmättes temperaturer på över 40 grader på många ställen. 
Totalt sett dog 18 människor i värmeböljan och elnätet ansträngdes till bristningsgränsen på många ställen. I slutet av månaden utbröt också mycket svåra bränder i Grekland. När juni månad summerades visade det sig att det var den varmaste junimånaden i Grekland som man överhuvudtaget registrerat.

## Värmeböljan i juli
Första halvan av månaden fortsatte med varmare väder än normalt i Balkanländerna men någon rekordvärme var det inte längre. I Ungern började emellertid temperaturen stiga kraftigt redan i mitten av månaden och i huvudstaden Budapest pendlade temperaturen mellan 35 och 40 grader åtta dagar i sträck 15–22 juli.  21 juli noterades som mest 41,9 grader i södra Ungern vilket är nytt nationsrekord. I slutet av månaden meddelade myndigheterna att värmeböljan krävt över 500 liv.
Från och med 20 juli började den varmaste luften att förskjutas längre söderut. 21–25 juli drabbades Bulgarien av den mest intensiva värmeböljan sedan kontinuerliga observationer i landet började göras för 120 år sedan. På flera platser översteg temperaturen 45 grader med 46 grader som toppnotering i Petrich 23 juli. Temperaturer på 45 grader eller mer har aldrig noterats innan i Bulgarien. Även i Rumänien pendlade temperaturen runt 40 grader eller mer 17–25 juli; dagsmedeltemperaturen i huvudstaden Bukarest för juli är 28 grader. 
På andra håll noterades återigen temperaturer på 45 grader eller mer i Grekland, Makedonien, Serbien och Syditalien. Makedonien och Serbien noterade rekordvärlden på 44,9, resp 45,6 grader. I slutet av juli rådde också extrem torka i hela området. Enorma skogsbränder rasade, vattennivåerna i floderna var rekordlåga och skadorna på skördarna var mycket omfattande.
Vid månadsskiftet juli/augusti hade temperaturen i området sjunkit till mer normala värden, men det stod klart att denna sommar skulle komma att bli den varmaste som registrerats i Sydosteuropa.

## Globala uppvärmningen och värmeböljor
Under sommaren 2007 strömmade mängder med rapporter in om extremt väder runt om i världen - rekordhetta i Sydosteuropa, skyfall i Västeuropa, våldsamma skyfall i Asien etcetera. Med den allt mer uppmärksammade frågan om orsaken/orsakerna till det varmare klimatet på jorden gjordes, kanske inte oväntat kopplingar till "växthuseffekten". 
Meteorologerna poängterade att en enstaka extrem väderhändelse varken bevisar eller motbevisar människans skuld till den globala uppvärmningen. Däremot ansåg man att det finns ett mönster som visar att värmeböljorna i Sydeuropa senaste decenniet har blivit både längre och mer intensiva än tidigare. Dessutom börjar de uppträda allt tidigare. Visserligen har temperaturer runt 45 grader noterats många gånger i Grekland och Italien men den extrema hettan har då bara varat något/några dygn - inte en hel vecka eller mer som den aktuella sommaren.
Fortfarande saknas helt säkra bevis på att människans utsläpp av växthusgaser är huvudorsaken till uppvärmningen men enligt FN:s klimatpanel talar det mesta för att fallet är så. Enligt de flesta klimatmodellerna kommer värmeböljor med temperaturer över 50 grader inte vara ovanliga i Medelhavsområdet runt år 2100.